# Le Pays
Le Pays (La Terra) és una òpera en tres actes de Guy Ropartz amb llibret de Charles Le Goffic, basat en el seu relat curt L'Islandaise. Va ser composta entre 1908 i 1910 i va ser estrenada el 1912 a Nancy. És un exemple important del renaixement cultural bretó de principis del segle xx.